# Назаркевич Христина Ярославівна
Христи́на Яросла́вівна Назарке́вич (нар. 23 липня 1964, Львів) — українська перекладачка.

## Біографічні відомості
У 1986 році закінчила факультет іноземних мов Львівського національного університету ім. Івана Франка. У 1986—1987 роках працювала лаборантом кафедри класичної філології. У 1989—1991 роках навчалася в аспірантурі. У 1991-1998 роках — асистент кафедри німецької філології. Захистила кандидатську дисертацію «Лінгвостилістична структура романів Г.Белля / проблема архітектоніки макротексту». З 1999 року — доцент кафедри німецької філології. Викладає на кафедрі німецької філології. Читає теоретичний курс теорії і практики перекладу, курси з перекладу художньої та науково-технічної літератури, спецкурс з німецької літератури. З 2001 року керує студентськими перекладацькими проектами, серед яких театральна постановка перекладеної студентами п΄єси Петера Гандке «Наруга над публікою».

### Окремі видання
- Еріх Цьольнер «Історія Австрії» (Львів: Літопис, 2001) (у співавторстві)
- Андреас Каппелер «Росія як поліетнічна імперія» (Львів: Видавництво Українського Католицького університету, 2005)
- Фрідріх Вайдахер «Загальна музеологія» (Львів: Літопис, 2005) (у співавторстві)
- Доріс Карнер «Сміх крізь сльози. Історія єврейського театру в Східній Галичині» (Львів: Класика, 2008)
- Nazar Hontschar «Lies dich» (Leykam Buchverlag, 2008) — переклад німецькою
- Терезія Мора «День у день» (Львів: Літопис, 2009)

### Журнальні переклади
- Вольфґанґ Гайденрайх «Моя Алеманія» («Ї», № 12)
- Ізо Камартін «Багатомовна нація» («Ї», № 21)
- Карл Шльоґель «Назвати світ» («проSTORY», березень 2009)
- Фердинанд Шматц «Три вірши» («проSTORY», квітень 2009)
- Герта Мюллер Розгойданий подих (фрагмент) («проSTORY», жовтень 2009)
- Терезія Мора «Не ставати заручником зужитих фраз» («проSTORY», листопад 2009)

## Редагування
- Петер Гандке «Наруга над публікою»
- Альфред Дьоблін «Подорож до Польщі. Львів» («Потяг 76»)